# Martinice v Krkonoších (stacja kolejowa)
Martinice v Krkonoších – stacja kolejowa w miejscowości Martinice v Krkonoších, w kraju libereckim, w Czechach. Znajduje się na wysokości 485 m n.p.m. Jest to stacja węzłowa na linii Chlumec nad Cidlinou - Trutnov oraz na linii do Rokytnice nad Jizerou.
Jest zarządzana przez Správę železnic. Na stacji nie ma możliwości zakupu biletów, a obsługa podróżnych odbywa się w pociągu.

## Linie kolejowe
- 040 Chlumec nad Cidlinou - Trutnov
- 042 Martinice v Krkonoších - Rokytnice nad Jizerou